# إبي رود
إبي رود (بالدنماركية: Ebbe Rode)‏ هو ممثل دانمركي، ولد في 10 مايو 1910 بالدنمارك، وتوفي في 23 مايو 1998 في الدنمارك.

## أعمال

### أفلام
- (1987) عيد بابيت[2]

## وصلات خارجية
- إبي رود على موقع IMDb (الإنجليزية)
- إبي رود على موقع ألو سيني (الفرنسية)
- إبي رود على موقع ميوزك برينز (الإنجليزية)
- إبي رود على موقع أول موفي (الإنجليزية)
- إبي رود على موقع قاعدة بيانات الأفلام السويدية (السويدية)
- إبي رود على موقع قاعدة بيانات الفيلم (الإنجليزية)
- إبي رود على موقع كينوبويسك (الروسية)